# Mateo Flecha starší
Mateo Flecha starší, katalánsky Mateu Fletxa el Vell, španělsky Mateo Flecha el Viejo (1481, Prades, Baix Camp - 1553 Poblet) byl katalánský renesanční hudební skladatel. Jeho hlavním přínosem bylo vytvoření hudební formy ensalada, polyfonní kompozice, které používají některé prvky kontrapunktickém jazyka čtyři nebo pětihlasé madrigalu a náboženské hudby, které kombinuje s dramatickámi i komickými prvky lidové hudby.

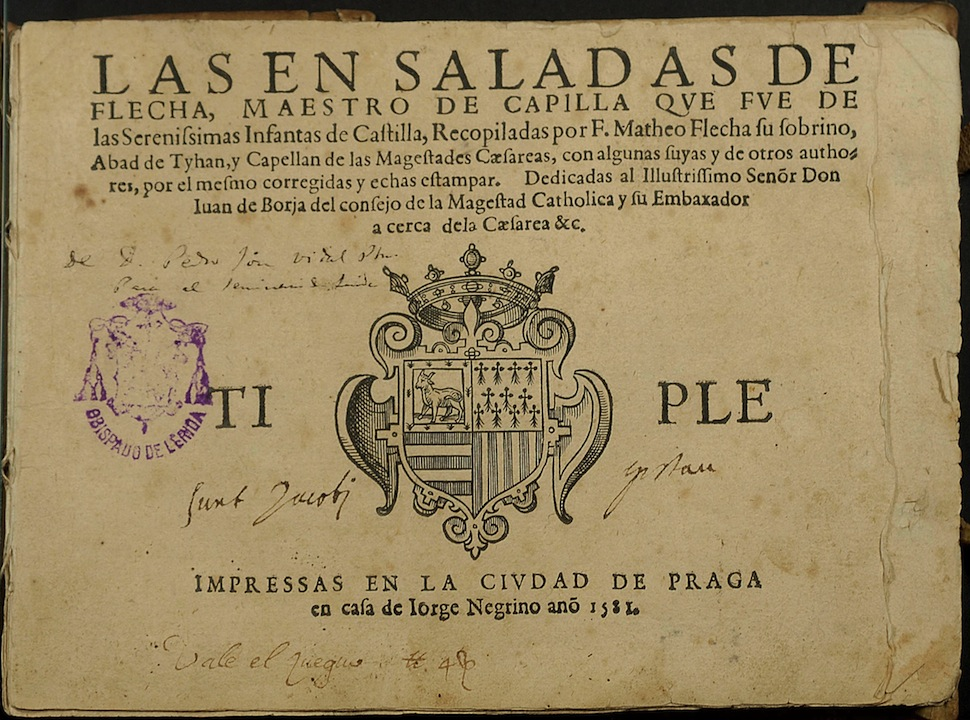
Titulní strana Las Ensaladas de Flecha, Praga, 1581

Studoval u mistra Joana Castelló. V roce 1523 byl jmenován kapelníkem v katedrále v Lleida. V roce 1525 zastával pravděpodobně stejné postavení v katedrále v Sigüenze a v letech 1544 až 1548 byl učitelem hudby dcer Karla V., Marie a Joany. Přitom byl také kapelníkem královské kaple. V posledních letech vstoupil jako mnich do kláštera v Pobletu.
Mezi jeho nejdůležitější díla patří ensalady (El Jubilate, El fuego, La bomba, La negrina, La guerra, La viuda, La justa a další) a některé koledy.
Jeho synovec Mateo Fletcha mladší (1530–1604) poprvé publikoval jeho Ensalady v Praze v roce 1581 v knize Las Ensaladas de Flecha.

## Nahrávky
- 1997 New London Consort, dirigent Philip Pickett, Zpívají Isabel Palacios (mezzosoprán), Joseph Cornwell (tenor), Andrew King (tenor), Christopher Robson (kontratenor), George Michael (baryton), Simon Grant (bas). Nahráno ve Walthamstow Assembly Hall, říjen 1994[3]

## Uvedení v Česku
- 2018 Mateo Flecha: Ensaladas, Czech Ensemble Baroque, Hudební festival Znojmo, 28. července 2018[4]